# Mohān
Mohān är en ort i Indien.   Den ligger i distriktet Unnao och delstaten Uttar Pradesh, i den centrala delen av landet, 400 km sydost om huvudstaden New Delhi. Mohān ligger 126 meter över havet och antalet invånare är 14 709.
Terrängen runt Mohān är mycket platt. Runt Mohān är det mycket tätbefolkat, med 2 915 invånare per kvadratkilometer. Närmaste större samhälle är Jagdīshpur, 13,3 km väster om Mohān. Trakten runt Mohān består till största delen av jordbruksmark.